# Dilip Chitre
Dilip Chitre (ur. 17 września 1938 w Vadodarze, zm. 10 grudnia 2009 w Pune) – indyjski poeta. Pisał w języku marathi i angielskim.
Urodził się w 1938 roku w Vadodara (Gujarat, Indie). Tam kształcił się kontynuując studia w Mumbaju. Pracował jako nauczyciel w Etiopii. Od 1988 roku mieszkał w Punie (Maharasztra). Indyjska nagroda literacka Sahitya Akademi Award za tłumaczenie na angielski mistycznej poezji w marathi z XVII wieku. Głosił, że siłą współczesnej poezji indyjskiej jest jej eklektyzm. Przyjaźnił się z indyjskim poetą Arunem Kolatkarem. Zmarł 10 grudnia 2009.

## Twórczość poetycka
- Ambulance Ride (1972)
- Travelling in a Cage (1991, według niekt. źródeł[jakich?] 1980)
- The Mountain (1998)
- No-Moon Monday on the river Karha (2000)

Ponadto Dilip Chitre tłumaczy z marathi na angielski:
- Says Tuka (1991) – hymny liryczne XVII-wiecznego mistycznego poety Maharasztry Tukarama
- współczesną poezję marathi, m.in. wiersze poetów- dalitów

Tomik Travelling in a Cage (Podróż w klatce) ma charakter anegdotyczno-wyznaniowy.

## Fragmenty jego poezji
"Odkręciłem krany i przyglądałem się wypływającemu cudowi.
Zastanawiałem się, jaka naprawdę jest woda i dlaczego musi być mokra"
(Podróż w klatce 8)
"Moje włosy łonowe
już zaczęły siwieć i mogłem dostrzec brudnego
starego człowieka pod powierzchnią mej skóry. To nie był
absolutny koniec, lecz początek."
(Podróż w klatce 2)
"W mojej pamięci jesteś traktatem o świetle
napisanym brajlem"
(Podróż w klatce 6)
"Nawet ślepota ma dziury na wylot, przez które można patrzeć"
(Malarz /The Painter)